# Labrada (Puebla del Brollón)
Labrada (llamada oficialmente A Labrada) es una aldea española situada en la parroquia de Barxa de Lor, del municipio de Puebla del Brollón, en la provincia de Lugo, Galicia.

## Geografía
Está situado a 301 metros de altitud, junto a la carretera LU-933 y bajo el viaducto de A Labrada de la carretera N-120, en el margen derecho del río Lor.

## Demografía
| Gráfica de evolución demográfica de Labrada entre 2000 y 2020 |
|                                                               |
| Datos según el nomenclátor publicado por el INE.              |

## Festividades
Las fiestas se celebran en el mes de julio en honor a la Virgen del Carmen.